# Stuwbrug
De Stuwbrug is een brug over de Afleidingsvaart van de Nete in de stad Lier, in de Belgische provincie Antwerpen. De brug ligt boven de stuw die de afvoer van het water uit de Afleidingsvaart terug in de Nete regelt. De brug heeft drie doorlaatopeningen (stuwgaten) en wordt enkel nog gebruikt door fietsers en voetgangers.

## Geschiedenis
De brug werd omstreeks 1880 gebouwd en werd al eens hersteld in 1922. De brug was belangrijk voor de waterhuishouding in en rond Lier. In 1996 werd de stuwbrug beschermd als monument. In 2008 werd de brug grondig gerestaureerd. Vooral de keibestrating en het metselwerk blauwe hardsteen was dringend aan herstelling toe.